# Publius Herennius Dexippus
Publius Herennius Dexippus (meist Dexippos genannt; * um 210; † um 275) war ein antiker griechischsprachiger römischer Politiker und Geschichtsschreiber des 3. Jahrhunderts. Er gilt als bedeutender Historiker, speziell hinsichtlich der Reichskrise des 3. Jahrhunderts, wenngleich von seinen Werken nur wenige Fragmente erhalten sind.

## Leben
Dexippos gehörte der Oberschicht Athens an und stammte aus dem städtischen attischen Demos Hermos. Sein Vater hieß einer Inschrift zufolge Publius Herennius Ptolemaios. Dexippos hatte mehrere Geschwister, über die nichts weiter bekannt ist. Die Familie scheint nicht nur recht wohlhabend gewesen zu sein, sondern auch über gewissen politischen Einfluss verfügt zu haben. Sie besaß bereits vor der Constitutio Antoniniana das römische Bürgerrecht. Aufgrund von Inschriften ist bekannt, dass Dexippos selbst mehrere hohe städtische Ämter bekleidet hat, auch wenn die genaue Chronologie unklar ist. Er war Agonothet (Kampfrichter) bei den Panathenäen, in Athen außerdem Archon basileus und schließlich Archon eponymos. Dies stellte eine prestigeträchtige Stellung für die Familie dar, war aber auch kostspielig, da es sich um unentgeltliche Ehrenämter handelte.
Er soll sich laut der Historia Augusta im Jahr 267 als Feldherr im Kampf gegen die nach Griechenland eingefallenen Heruler ausgezeichnet haben. Es ist jedoch umstritten, ob Dexippos tatsächlich an diesen Kämpfen teilnahm, denn 2014 neu publizierte Fragmente, die mutmaßlich aus seinem Werk stammen, ergeben ein anderes Bild. Sie beziehen sich unter anderem auf Kämpfe gegen die Goten an den Thermopylen. Diese Kampfhandlungen ereigneten sich entweder 253/254 oder 262, sie stehen aber in keinem Zusammenhang mit dem erwähnten Herulereinfall.
In den neuen Fragmenten wird einer der Befehlshaber der Griechen an den Thermopylen zwar in der Tat Dexippos genannt, er wird dort aber ebenso als fünfmaliger Boiotarch bezeichnet. Da der Historiker Dexippos als Athener dieses Amt nicht bekleidet haben kann und zugleich ein Boiotarch namens Dexippos (Gnaeus Curtius Dexippus) durch eine Inschrift bekannt ist, kann vermutet werden, dass es sich um zwei verschiedene Personen handelt, die vom Verfasser der Historia Augusta verwechselt wurden. Bei dem in den neuen Fragmenten ebenfalls erwähnten Philostratos dürfte es sich um den Geschichtsschreiber Philostratos von Athen handeln.

## Werke
Dexippos wird in einer von seinen Kindern gestifteten und dem Areopag genehmigten Inschrift als gelehrter Geschichtsschreiber gelobt, der durch seine historischen Schriften großen Ruhm erlangt habe. Es ist bekannt, dass Dexippos drei Geschichtswerke verfasst hat, die aber nur fragmentarisch erhalten sind:
- Eine Geschichte der Diadochenzeit in vier Büchern, die aufgrund der Aussage des Photios, dem neben zahlreichen anderen Werken auch die des Dexippos vorlagen, wohl hauptsächlich auf der verlorenen Geschichte Arrians über diesen Zeitraum basierte. Möglicherweise handelte es sich um eine Art Übungsarbeit, bevor Dexippos sich umfassenderen historischen Themen zuwandte, doch lässt sich nichts Genaueres sagen.[9]
- Eine universalhistorische Chronik in 12 Büchern. Von dem Werk sind nur relativ wenige Fragmente erhalten. Sie reichte von der mythischen Zeit bis ca. 270 und wurde von Eunapios von Sardes bis 404 fortgesetzt. Warum Dexippos diesen Zeitraum wählte, ist unbekannt. Es ist in der Forschung umstritten, ob es sich um ein vollwertiges Geschichtswerk,[10] oder doch eher um eine rein chronologische, knappe Geschichtserzählung gehandelt hat. In der neueren Forschung wird es für wahrscheinlich gehalten, dass die Chronik eine Mischform darstellte. Anhand der erhaltenen Fragmente ist ersichtlich, dass sich Dexippos um chronologische Genauigkeit bemüht hat, gegliedert nach Olympiaden, athenischen Archontenjahren und römischen Konsuln. Geschichtliche Ereignisse der Frühzeit wurden eher zusammenfassend wiedergegeben, während spätere Ereignisse detaillierter beschrieben wurden. Außerdem scheint er Kritik an vorangegangenen Geschichtsschreibern eingebaut zu haben.[11]
- Eine als Skythika betitelte Darstellung der Germanenkriege seiner Zeit. Der Titel ergibt sich aus den klassischen ethnographischen Vorstellungen griechischer Geschichtsschreiber. Demnach wurden unter den Oberbegriff Skythai („Skythen“) fremde Völker im Schwarzmeerraum zusammengefasst. Wenigstens die Skythika verfasste Dexippos wohl erst im hohen Alter. Das Werk deckte vermutlich etwa den Zeitraum von 238 bis ca. 274 ab. Beide Angaben werden aus den Fragmenten erschlossen, doch sind diese nicht absolut verlässlich, da der Beginn auf einer Aussage in der oft recht unzuverlässigen Historia Augusta beruht, während für das Ende nur Schätzungen (wohl nach 271) möglich sind.[12] Es handelte sich hierbei jedenfalls um eine umfassende Darstellung, einschließlich Reden und Exkurse, die typisch für die klassizistischen Geschichtsschreiber sind. Wahrscheinlich hat Dexippos das Gerüst der Ereignisgeschichte aus der Chronik übernommen und in den Skythika mit wesentlich mehr Details angereichert.[13] Für 238 als Anfangspunkt könnte daneben sprechen, dass mit diesem Jahr der Bericht Herodians endete.

Dexippos orientierte sich stilistisch stark an Thukydides (von Photios wurde er sogar als „zweiter Thukydides“ gerühmt) und wählte für seine Chronik ein annalistisches Gliederungsprinzip, was etwa von Eunapios kritisiert wurde. Dexippos konzentrierte sich offenbar vor allem auf die griechischsprachige Welt des Ostens und schenkte den Ereignissen im Westen weniger Beachtung. In den zeitgeschichtlichen Skythika bot Dexippos ausführliche Schilderungen seiner Zeit, ebenfalls hauptsächlich konzentriert auf den griechischen Osten, wo die von Dexippos klassizistisch als Skythai bezeichneten Germanen in das Römische Reich einfielen. Wahrscheinlich wollte Dexippos die erfolgreichen lokalen Abwehrbemühungen hervorheben, waren seine Werke doch auch für ein griechisches Publikum bestimmt. Allerdings behandelte er teils auch Abwehrerfolge der Römer im Westen. Er bietet insgesamt zuverlässige Informationen, wenngleich sein klassizistischer Ansatz bisweilen den Blick auf das Geschehen versperrt. 
Für die quellenarme Zeit des dritten Jahrhunderts sind selbst die Fragmente von hohem Wert. Wäre das gesamte Werk erhalten geblieben, verfügte man vermutlich über eine hervorragende Quelle, um Licht in das Dunkel zu bringen, das heute die so genannte Reichskrise des 3. Jahrhunderts umgibt. So sind von anderen Geschichtsschreibern dieser Zeit oft nur die Namen bekannt, wie im Fall des Nikostratos von Trapezunt und des jüngeren Ephoros von Kyme, während von den Werken des Eusebios und des Philostratos von Athen einige wenige Fragmente erhalten sind.
Eunapios schloss mit seinem Geschichtswerk im frühen 5. Jahrhundert ausdrücklich an das Werk des Dexippos an, was die Popularität des Textes bezeugt. Dexippos diente zudem mehreren späteren Geschichtsschreibern (direkt oder über eine diese Informationen vermittelnde Zwischenquelle) als wichtige Quelle. Unter anderem verwendete der um 500 schreibende Zosimos Dexippos für den Anfang seiner Historia Nea. Der anonyme Verfasser der spätantiken Historia Augusta scheint ebenfalls die Werke von Dexippos benutzt zu haben; vielleicht benutzte er aber auch nur die Chronik bzw. eine vermittelnde Zwischenquelle. Des Weiteren verfügte Jordanes über Informationen aus den Werken des Dexippos, wobei es unklar ist, ob er diese direkt oder (wahrscheinlicher) über eine Zwischenquelle (wie Cassiodors verlorene Gotengeschichte) bezog. Noch der byzantinische Chronist Georgios Synkellos im späten 8./frühen 9. Jahrhundert zitierte Dexippos, desgleichen Johannes Zonaras.

## Scythica Vindobonensia
In der Österreichischen Nationalbibliothek in Wien wurden vor wenigen Jahren im Rahmen des Projekts Wichtige Textzeugen in Wiener griechischen Palimpsesten in der unteren Textschicht der palimpsestierten Blätter 192r–195v des Wiener Codex Hist. gr. 73 neue, relativ umfangreiche Fragmente entdeckt. Diese Fragmente sind nun bekannt unter der Bezeichnung Scythica Vindobonensia und werden den Skythika des Dexippos zugerechnet. Sie sollen im Rahmen eines Forschungsprojekts lesbar gemacht, ediert und genauer untersucht werden.

## Ausgaben
(zumeist aufgrund des Erscheinungsjahrs ohne Berücksichtigung der Scythica Vindobonensia)
- Die Fragmente der griechischen Historiker, Nr. 100 bzw. Brill’s New Jacoby, Nr. 100 (mit englischer Übersetzung und Kommentar; in der 2. Edition mit Berücksichtigung der Scythica Vindobonensia)
- Gunther Martin: Dexipp von Athen. Edition, Übersetzung und begleitende Studien (= Classica Monacensia. Band 32). Gunter Narr, Tübingen 2006, ISBN 978-3-8233-6242-5, S. 67–150 (mit neuer Zählung der Fragmente).
- Laura Mecella: Dexippo di Atene. Tivoli 2013.